# Яцек Фафіньський
Яцек Фафіньський (пол. Jacek Fafiński; нар. 21 жовтня 1970, Любава, Ілавський повіт, Вармінсько-Мазурське воєводство) — польський борець греко-римського стилю, срібний призер Олімпійських ігор, дворазовий бронзовий призер Всесвітніх ігор військовослужбовців.

## Життєпис
Народився у великій родині (п'ять братів і три сестри). Закінчив середню школу у Варшаві (1993) та Інститут фізичної культури в Ґожуві-Велькопольському (1999). Боротьбою почав займатися з 1980 року. Виступав за спортивний клуб «LKS Motor» Любава. Його першим тренером був Юзеф Бланк. З 1989 по 2000 рік представляв клуб «Легія» Варшава. Тренувався під керівництвом Болеслава Дубицького. 7-разовий чемпіон Польщі (1994-1996, 1998, 2000-2002) і срібний призер (1996). На міжнародній арені особливих успіхів не досягав. На чемпіонатах світу не потрапляв навіть до десятки. На чемпіонатах Європи до десятки потрапляв регулярно, але призових місць не займав. На Олімпійських іграх 1996 року в Атланті на медаль теж не очікував, але несподівано вийшов до фіналу, в якому вчисту з рахунком 0-6 поступився українцеві В'ячеславу Олійнику. Але все-одно срібна медаль здалася йому найбільшим щастям. Поляки називають його «дитиною щастя».

## Спортивні результати на міжнародних змаганнях

### Виступи на Олімпіадах
| Змагання                    | Збірна | Вагова категорія                 | Місце  |
| --------------------------- | ------ | -------------------------------- | ------ |
| Літні Олімпійські ігри 1996 | Польща | греко-римська боротьба, до 90 кг | Срібло |

### Виступи на Чемпіонатах світу
| Змагання                        | Збірна | Вагова категорія                  | Місце |
| ------------------------------- | ------ | --------------------------------- | ----- |
| Чемпіонат світу з боротьби 1997 | Польща | греко-римська боротьба, до 85 кг  | 20    |
| Чемпіонат світу з боротьби 1998 | Польща | греко-римська боротьба, до 130 кг | 11    |
| Чемпіонат світу з боротьби 1999 | Польща | греко-римська боротьба, до 130 кг | 26    |
| Чемпіонат світу з боротьби 2002 | Польща | греко-римська боротьба, до 120 кг | 12    |

### Виступи на Чемпіонатах Європи
| Змагання                         | Збірна | Вагова категорія                 | Місце |
| -------------------------------- | ------ | -------------------------------- | ----- |
| Чемпіонат Європи з боротьби 1995 | Польща | греко-римська боротьба, до 90 кг | 8     |
| Чемпіонат Європи з боротьби 1996 | Польща | греко-римська боротьба, до 90 кг | 8     |
| Чемпіонат Європи з боротьби 1998 | Польща | греко-римська боротьба, до 97 кг | 6     |
| Чемпіонат Європи з боротьби 2000 | Польща | греко-римська боротьба, до 97 кг | 10    |

### Виступи на інших змаганнях
| Змагання                                | Збірна | Вагова категорія                  | Місце  |
| --------------------------------------- | ------ | --------------------------------- | ------ |
| Всесвітні ігри військовослужбовців 1995 | Польща | греко-римська боротьба, до 90 кг  | Бронза |
| Гран-прі Німеччини з боротьби 1995      | Польща | греко-римська боротьба, до 90 кг  | 5      |
| Тестовий турнір FILA 1998               | Польща | греко-римська боротьба, до 97 кг  | Золото |
| Всесвітні ігри військовослужбовців 1999 | Польща | греко-римська боротьба, до 130 кг | Бронза |

### Виступи на змаганнях молодших вікових груп
| Змагання                                      | Збірна | Вагова категорія                 | Місце |
| --------------------------------------------- | ------ | -------------------------------- | ----- |
| Чемпіонат Європи з боротьби серед молоді 1990 | Польща | греко-римська боротьба, до 82 кг | 4     |